# Пигида, Наталья Сергеевна
Ната́лья Серге́евна Пиги́да (укр. Наталія Сергіївна Пигида; 30 января 1981, Новая Каховка, Херсонская область, Украина) — украинская легкоатлетка, специализирующаяся в беге на 200 и 400 метров, чемпионка Европы в помещении 2015.

## Карьера
Дебютировала на международной арене в 2000 году, когда на чемпионате мира по лёгкой атлетике среди юниоров на дистанции 400 метров финишировала шестой. В составе сборной Украины участвовала в летних Олимпийских играх 2008 и 2012.

## Личные достижения
- Бег на 100 метров — 11.50
- Бег на 200 метров — 22.82
- Бег на 400 метров — 50.62

## Награды
- Орден княгини Ольги III степени (13 сентября 2019 года)[5]